# چیرمیری
چیرمیری (به انگلیسی: Chirmiri) یک شهر در هند است که در ناحیه کوریا واقع شده‌است.

## خصوصیات
چیرمیری ۱۰۰٬۶۵۶ نفر جمعیت دارد.